# Democratic Socialists of America
I Democratic Socialists of America (DSA) sono un'organizzazione e partito politico socialista democratico degli Stati Uniti d'America fondato da Michael Harrington nel 1982.
In sede internazionale era originariamente membro dell'Internazionale Socialista, da cui però si è ritirato nell'agosto 2017 in polemica con le politiche giudicate come neoliberiste di molti affiliati. Nel 2023 si è affiliato all'Internazionale Progressista, mentre dal 2021 è in corso una procedura di adesione al Foro de São Paulo.

## Storia
La DSA fu costituita nel 1982 dalla fusione del Comitato Organizzatore dei Socialisti Democratici  (in inglese: Democratic Socialist Organizing Committee, DSOC) con il Nuovo Movimento Americano (in inglese: New American Movement, NAM). Sotto la guida di Harrington divenne la più grande organizzazione socialista democratica degli Stati Uniti d'America pur avendo iniziato secondo le parole di Harrington come «il residuo di un residuo», con Harrington che fece da capo politico di una minoranza del Partito Socialista d'America nel 1972, quando cambiò il suo nome nei Socialisti Democratici degli Stati Uniti d'America. Il NAM era una coalizione di scrittori e intellettuali con radici in entrambi i nuovi movimenti di sinistra degli anni sessanta del Novecento e gli ex membri dei partiti socialisti e comunisti della vecchia sinistra. Inizialmente il DSA consisteva di circa 5000 ex membri DSOC e 1 000 membri dell'ex NAM. Alla fondazione dell'organizzazione Michael Harrington e la socialista femminista Barbara Ehrenreich vennero eletti come co-presidenti dell'organizzazione.
Secondo il direttore nazionale DSA Maria Svart il gruppo ha le sue radici nel Partito Socialista di Eugene Victor Debs e Norman Thomas. L'organizzazione non manda i propri candidati alle elezioni e invece «lotta per le riforme [...] che indeboliranno il potere delle imprese e aumentaranno il potere dei lavoratori». Questi includono la diminuzione dell'influenza del denaro in politica, dare più potere alla gente comune nei luoghi di lavoro e nell'economia e l'aumento dell'uguaglianza di genere e culturale. Sostengono pure l'istruzione superiore gratuita.
L'organizzazione ha più volte appoggiato candidati presidenziali del Partito Democratico, tra cui Walter Mondale, Jesse Jackson, John Kerry, Barack Obama e Bernie Sanders, così come il candidato del Partito Verde degli Stati Uniti d'America, Ralph Nader.
Nel novembre 2018, due membri dei DSA, Alexandria Ocasio-Cortez e Rashida Tlaib, sono state elette alla Camera dei rappresentanti come democratici. Lì si sono uniti a un terzo membro del DSA, Danny K. Davis. Nel novembre 2020, Davis, Ocasio-Cortez e Tlaib sono stati rieletti alla Camera, oltre ad altri due membri del DSA, Cori Bush e Jamaal Bowman, anch'essi tra le file dei democratici.

## Struttura

### Organizzazione giovanile
L'organizzazione giovanile dei Democratic Socialists of America è nata nei primi anni '80 ed è nota come Young Democratic Socialists of America (YDSA).

### Pubblicazioni
Pubblicazioni ufficiali dei DSA sono le riviste trimestrali Democratic Left e Socialist Forum. La rivista trimestrale Jacobin è considerata vicina ai DSA, ma non è ufficialmente affiliata, sebbene il suo fondatore ed editore Bhaskar Sunkara sia iscritto. Nel 2014, Sunkara ha lodato il fondatore dei DSA Michael Harrington in un'intervista alla New Left Review, definendolo "un pensatore marxista profondamente sottovalutato".

### Affiliazioni internazionali
I Democratic Socialists of America sono stati affiliati fin dalla loro fondazione all'Internazionale Socialista, da cui però si sono ritirati nell'agosto del 2017, accusando molti affiliati dell'Internazionale di perseguire politiche economiche neoliberiste. Nell'ottobre 2023 si sono affiliati all'Internazionale Progressista.
Nel 2021, inoltre, il gruppo ha fatto richiesta di affiliazione al Foro di San Paolo.

## Iscritti
- 1987: 7 000
- 2002: 8 000
- 2016: 15 000
- 2017: 30 000
- 2018: 55 000
- 2020: 85 000
- 2021: 95 000
- 2022: 83 000
- 2023: 78 000